# Lisa Brennauer
Lisa Brennauer née le 8 juin 1988 à Kempten est une coureuse cycliste professionnelle allemande, spécialiste du contre-la-montre et sprinteuse. Elle est championne du monde du contre-la-montre juniors en 2005, puis devient en 2014 chez les élites, championne du monde du contre-la-montre et vice-championne du monde sur route. Elle est championne d'Allemagne du contre-la-montre en 2013, 2014, 2018 et 2021, ainsi que sur l'épreuve en ligne en 2014, 2019, 2020 et 2021. Elle brille également sur piste, en gagne le titre de championne du monde de poursuite individuelle en 2021, ainsi que les titres olympique et de championne du monde en poursuite par équipes la même année. Ses qualités de sprinteuse lui ont permis de s'imposer en 2015 sur le Women's Tour. Elle est également régulière sur les classiques du Nord.

## Débuts
Lisa commence le cyclisme à l'âge de 13 ans. Elle est rapidement intégrée dans le programme de détection des jeunes allemandes. En 2005, elle remporte le titre de Championne du monde du contre-la-montre juniors. 
Elle fait également de la piste avec comme discipline la poursuite, où elle obtient une cinquième place aux championnats du monde en 2005 et la poursuite par équipe.
En 2006, elle participe au Tour de l'Aude avec la sélection allemande et finit septième de la quatrième étape. Elle ne termine cependant pas le tour. 
En 2008, elle fait partie de la Team Stuttgart. Aux championnats d'Europe sur route espoirs, elle prend la bonne échappée et termine quatrième du sprint. Après déclassement de Marta Bastianelli, elle obtient la médaille de bronze.

## Carrière professionnelle

### 2009
En 2009, elle intègre l'équipe Nürnberger Versicherung. 

### 2010 - 2011

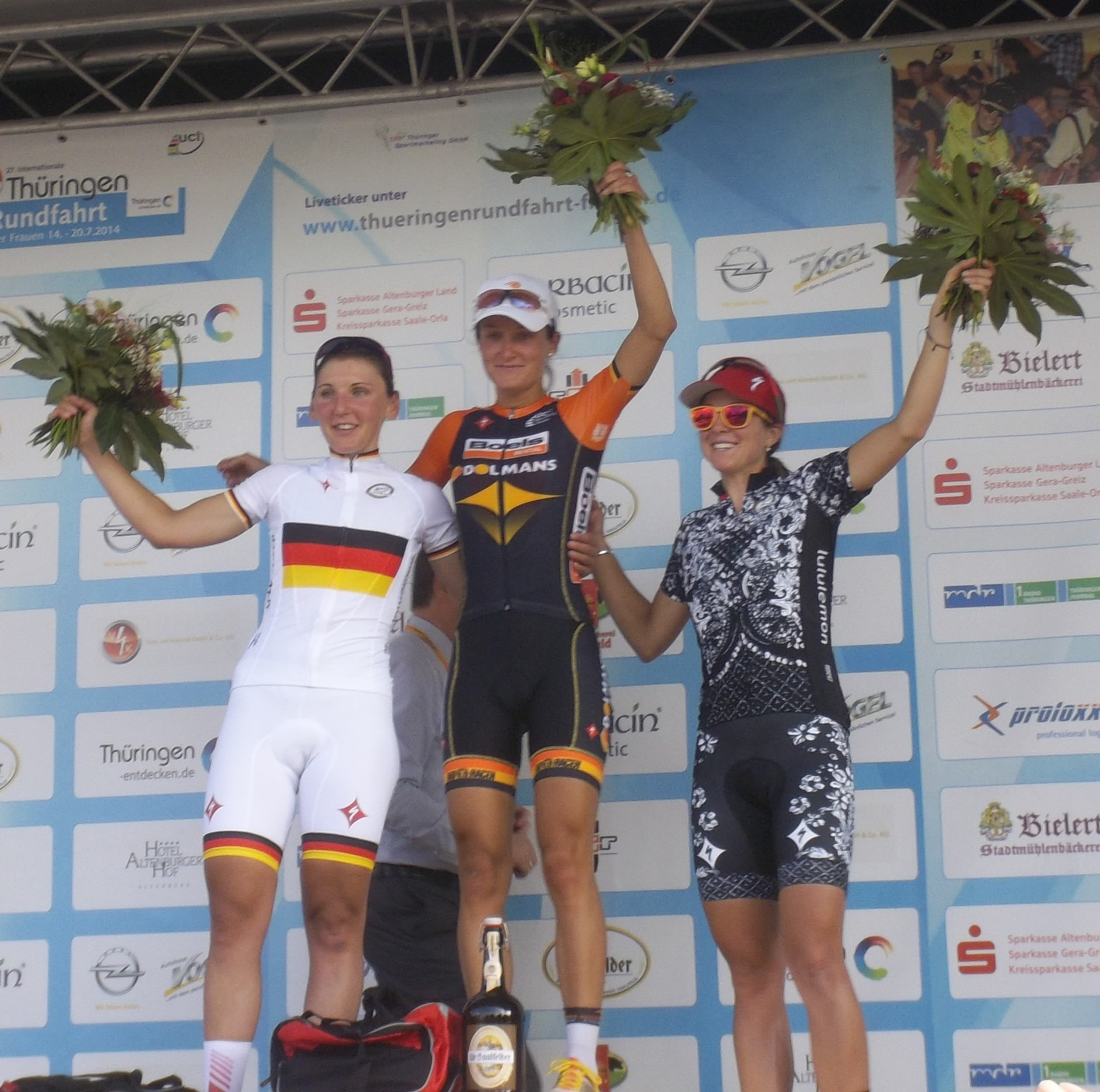
Podium de la première étape du Tour de Thuringe 2014.

Entre 2010 et 2011, elle fait partie de l'équipe Hitec Products-UCK.
Aux championnats d'Europe de cyclisme sur piste, sur l'épreuve de la poursuite par équipe, elle remporte la médaille de bronze en 2010 et celle de d'argent en 2011.
Comme l'explique alors sa coéquipière et leader Emma Johansson, Lisa Brennauer dispose d'une bonne pointe de vitesse.

### 2012
En 2012, Lisa Brennauer rejoint l'équipe Specialized-Lululemon. Elle participe aux championnats du monde de Melbourne dans l'épreuve de l'Omnium, où elle gagne la course aux points mais termine onzième du classement général.
Elle participe aux jeux olympiques de Londres en poursuite par équipe.

### 2013
En mai, Lisa Brennauer prend la troisième place de la deuxième étape du Tour du Languedoc-Roussillon. Elle remporte le contre-la-montre individuel de la cinquième étape avec plus de trente secondes d'avance sur la vainqueur finale de l'épreuve, la Britannique Emma Pooley. Au classement général, elle finit huitième,.
En juin, Lisa Brennauer remporte le championnat d'Allemagne contre-la-montre. Sur la course en ligne, avec Trixi Worrack, elle se trouve dans la bonne échappée de dix unités qui se dispute la victoire. Lisa Brennauer lance le sprint pour Trixi Worrack qui s'impose et obtient donc le titre.
En juillet, lors du Tour de Thuringe, elle termine cinquième de la quatrième étape, qui est un contre-la-montre. Dans l'ultime étape, elle finit à la deuxième place lors de l'ultime étape en gagnant le sprint des poursuivants. Elle monte ainsi sur la troisième marche du podium au classement général final.
Au Lotto-Decca Tour (en), ancien Tour de Belgique, l'équipe remporte le contre-la-montre par équipe inaugural. Lisa Brennauer prend la deuxième place de la troisième étape. Elle termine onzième de la dernière étape qui a lieu à Grammont et s'assure ainsi la deuxième place du classement général.
En septembre, elle fait partie de l'équipe victorieuse au championnat du monde de contre-la-montre par équipe de marques,. Sur l'épreuve individuelle, Lisa Brennauer termine onzième,.

### 2014: championne du monde du contre-la-montre

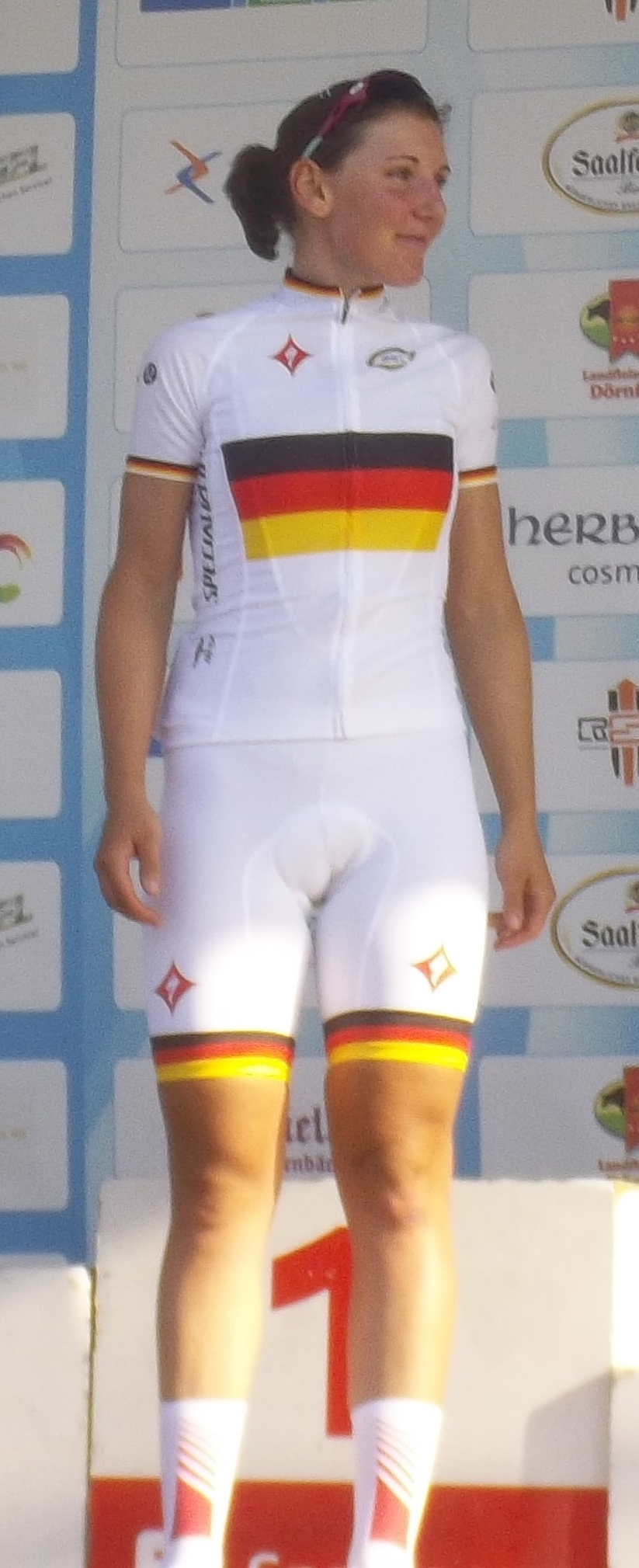
Lisa Brennauer dans son maillot de championne d'Allemagne.

Début mai, Lisa Brennauer remporte le Tour d'Overijssel. Elle s'est échappée avec quatre autres coureuses, mais elle est la seule à résister au retour du peloton,. C'est sa première victoire à ce niveau.
Aux championnats d'Allemagne, Lisa Brennauer brille particulièrement en réalisant le doublé contre-la-montre, course en ligne.
Au Tour de Thuringe, en juillet, Lisa Brennauer gagne le prologue. Sur la première étape, elle suit Lizzie Armitstead dans la dernière ascension, puis est rejointe par sa coéquipière Evelyn Stevens. Au sprint, Lisa Brennauer finit deuxième derrière Lizzie Armitstead. Sur l'étape suivante, Lisa Brennauer termine quatrième et conserve son maillot de leader. Elle remporte le lendemain, l'épreuve contre-la-montre. Sur l'étape reine du Tour de Thuringe, elle perd cependant deux minutes sur la Britannique et Evelyn Stevens qui devient la nouvelle leader au classement général. Lisa termine le tour à la troisième place.
L'équipe gagne pour la troisième année consécutive le contre-la-montre par équipe de l'Open de Suède Vårgårda. Elle a une avance de plus d'une minute sur l'équipe Rabobank-Liv qui suit et bat le record de l'épreuve. La composition est la suivante : Chantal Blaak, Lisa Brennauer, Karol-Ann Canuel, Carmen Small, Evelyn Stevens et Trixi Worrack.
Début septembre, l'équipe participe au Boels Ladies Tour. Dans le contre-la-montre inaugural, long de dix kilomètres, elle Brennauer termine deuxième derrière Ellen van Dijk. Lisa gagne l'étape suivante au sprint, devançant d'un pneu Jolien D'Hoore. Elle est quatrième le lendemain dans un nouveau sprint. Sur la cinquième étape, elle est cette fois battue par D'Hoore et Shelley Olds. Elle termine sixième de la dernière étape plus difficile et deuxième du classement général,. Aux contre-la-montre par équipes féminin aux championnats du monde, l'équipe qui a essuyé une chute à l'entraînement le samedi, remporte pour la troisième fois d'affilée l'épreuve avec plus d'une minute d'avance sur l'équipe Orica-AIS. Sur l'épreuve individuelle, elle est cinquième au premier pointage intermédiaire avant d'accélérer. Elle monte la côte rapidement et prend beaucoup de risques dans la descente pour finalement remporter le titre mondial en devançant de dix-huit secondes l'Ukrainienne Hanna Solovey. Trois jours plus tard, elle est médaillée d'argent sur la course en ligne. Après avoir été lachée dans la dernière montée, elle revient dans la descente aidée par Claudia Lichtenberg. Finalement, elle est seulement battue au sprint par Pauline Ferrand-Prévot,. En fin de saison, elle est désignée cycliste allemande de l'année.

### 2015

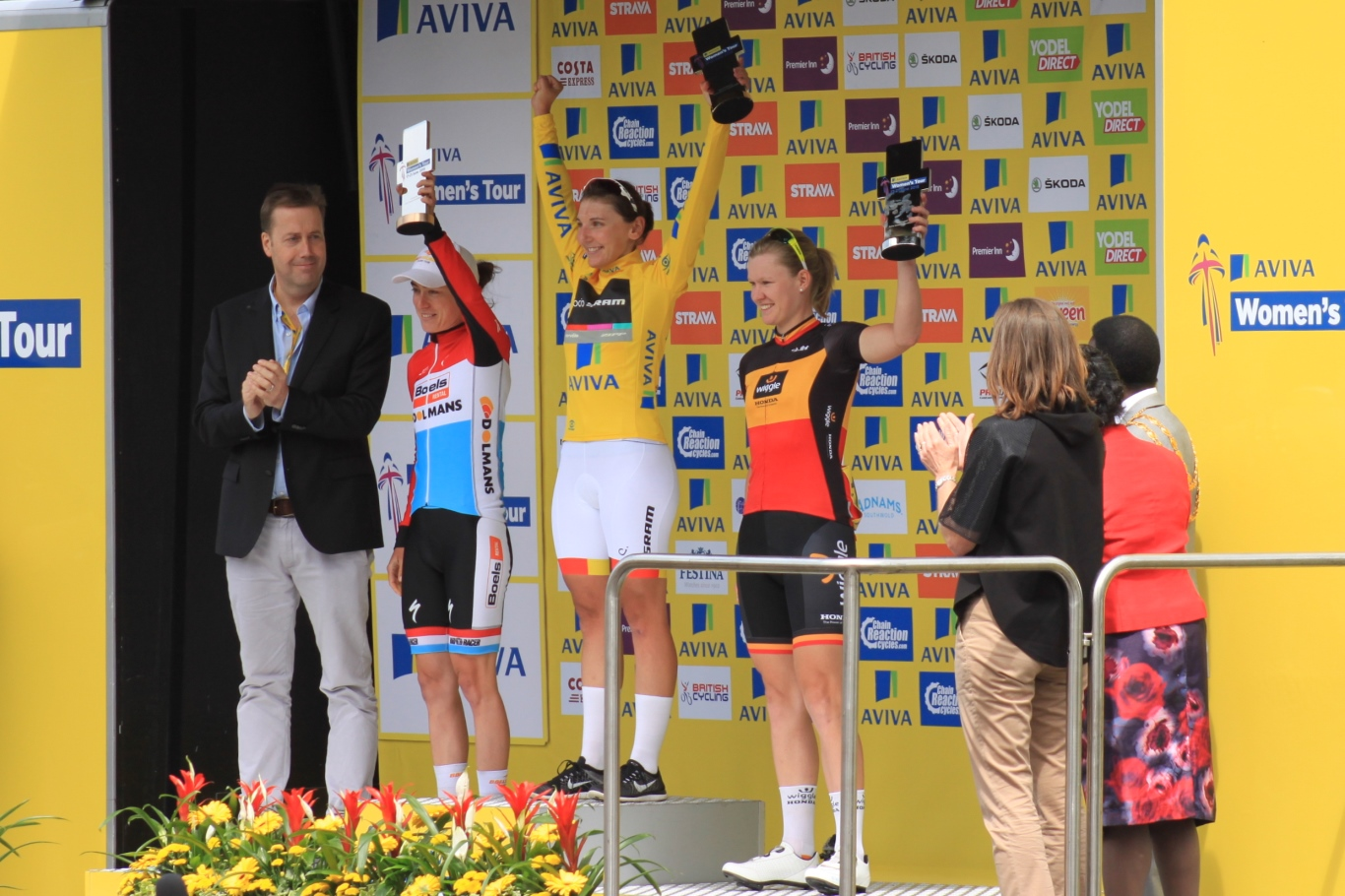
Podium du Women's Tour

Au Tour de Drenthe, Lisa Brennauer suit l'attaque d'Elizabeth Armitstead dans le mont VAM, mais elles se font reprendre. Elle suit ensuite Ellen van Dijk mais subissent le même sort. 
À l'Energiewacht Tour, Lisa Brennauer est troisième du prologue. Avec ses coéquipières, elle remporte l'étape contre-la-montre par équipes. La troisième étape est venteuse et divise rapidement le peloton. À la fin de l'étape, elles ne sont plus que huit à l'avant. Dans le sprint du groupe, Lisa Brennauer finit troisième et s'empare du maillot jaune. Elle gère la dernière étape qu'elle termine à la quatrième place. Elle remporte ainsi le tour devant Trixi Worrack.  Elle finit deuxième du contre-la-montre du circuit de Borsele derrière Ellen van Dijk.
Dans un the Women's Tour où toutes les étapes se terminent au sprint, Lisa Brennauer s'impose grâce aux bonifications. Elle se classe respectivement deuxième, deuxième, sixième, première et quatrième des cinq étapes du Tour.
Aux championnats d'Allemagne, elle se fait devancée dans le contre-la-montre par sa coéquipière Mieke Kröger. Sur la course en ligne, Trixi Worrack, une autre coéquipière gagne le titre, Lisa Brennauer  règle le peloton pour la troisième place.
Lors du Tour de Thuringe, Lisa Brennauer remporte la première étape au sprint. Eugenia Bujak la destitue le lendemain de la première place du classement général. Elle la reprend cependant sur l'étape suivante en étant la plus rapide du contre-la-montre. L'après-midi, elle est troisième dans le mur de Meerane. Elle finit cinquième du sprint de la quatrième étape. Le matin de la dernière étape très vallonnée, elle est toujours en tête avec vingt secondes d'avance sur Lauren Stephens, vingt-neuf sur Lotta Lepistö, trente sur Emma Johansson et trente deux sur Amanda Spratt. Ces deux dernières multiplient les attaques et parviennent distancer l'Allemande. Elle finit cinquième du Tour de Thuringe.
Sur l'Holland Ladies Tour, elle se montre la plus rapide sur le contre-la-montre de la quatrième étape et s'empare du maillot de leader du classement général. Elle gagne l'étape le lendemain dans un sprint qui se joue à très peu de chose entre elle Kirsten Wild et Jolien D'Hoore. Elle se classe troisième de la dernière étape et s'assure la victoire finale.
Aux championnats du monde, avec sa formation Velocio-SRAM, elle est sacrée championne du monde du contre-la-montre par équipes pour la troisième fois consécutive. Elle est ensuite médaillée de bronze sur l'épreuve individuelle en le débutant lentement puis en accélérant au fur et à mesure. Sur l'épreuve en ligne, elle est quelque peu distancée dans le final et ne dispute pas le sprint victorieux.

### 2016

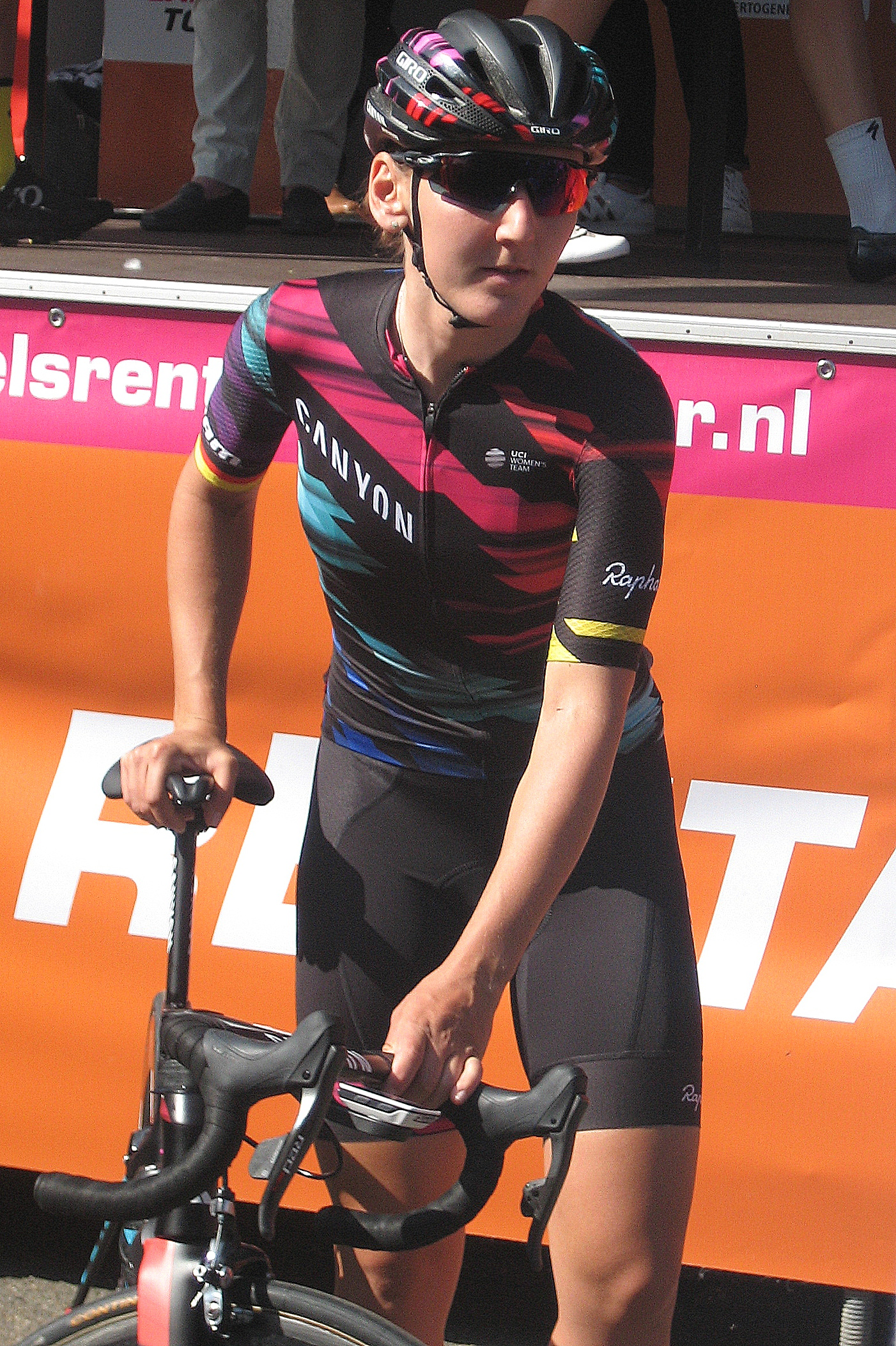
Au Tour de Belgique

À Gand-Wevelgem, elle tente en vain de suivre l'attaque de Chantal Blaak avec Emma Johansson et Annemiek van Vleuten. Elle gagne le sprint du peloton et termine ainsi deuxième de la course.
Au championnat d'Allemagne sur route, elle remporte le sprint du peloton et prend donc la deuxième place derrière sa coéquipière Mieke Kröger.
Sur le Tour de Thuringe, Lisa Brennauer est deuxième au sprint de la première étape derrière Marianne Vos,.  Sur la troisième étape, Lisa Brennauer tente sa chance sans succès. Au sprint, elle se classe quatrième. Sur le contre-la-montre long de 19 km, Lisa Brennauer termine quatrième mais concède quarante-trois secondes à Ellen van Dijk. Elle est alors sixième du classement général. Dans le sprint massif de la cinquième étape, elle finit sixième. Finalement, Lisa Brennauer est huitième et meilleure Allemande.
Elle remporte au sprint la cinquième étape du Boels Ladies Tour et s'y classe huitième au classement général,. Aux championnats du monde, la formation Canyon-SRAM est battue pour la première fois sur le contre-la-montre par équipes. Malgré un départ plus rapide, la formation Boels Dolmans réalise un meilleur temps. Canyon-SRAM obtient néanmoins la médaille d'argent. Sur le contre-la-montre individuel, Lisa Brennauer s'élance l'avant-dernière mais ne parvient pas à rivaliser avec les meilleures. Elle est sixième.

### 2017

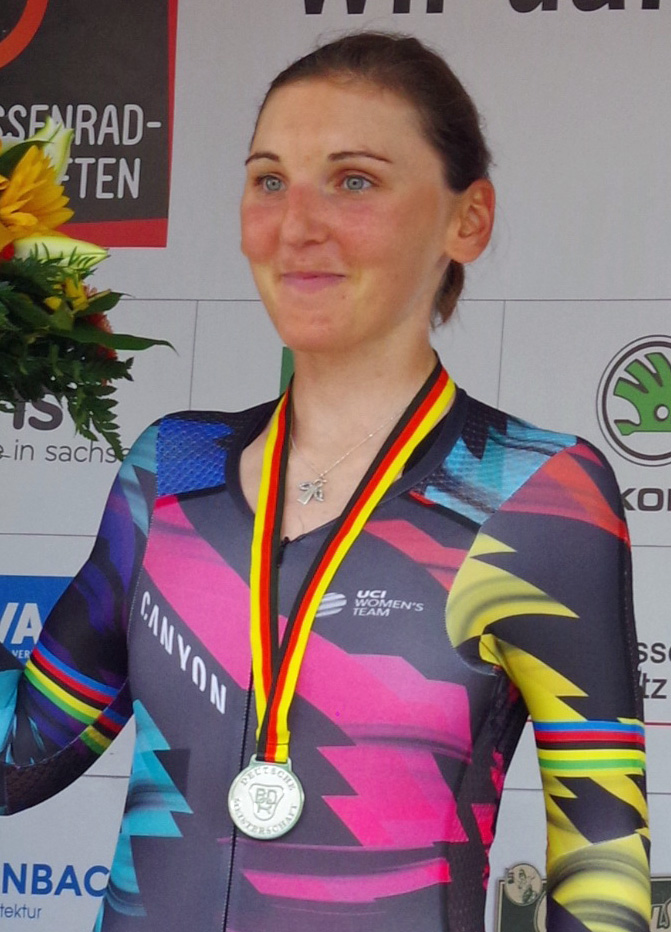
Au championnat d'Allemagne sur route

Sur À travers les Flandres, les difficultés de la course provoque une sélection progressive. L'équipe est surreprésenté dans le groupe de tête avec quatre coureuses sur seize. Elle mène un train pour le sprint de Lisa Brennauer, toutefois celle-ci ne se classe que troisième derrière Lotta Lepistö et Gracie Elvin. Le dimanche, à Gand-Wevelgem, Lisa Brennauer prend de nouveau part au sprint et est cinquième. À l'Healthy Ageing Tour, Lisa Brennauer est troisième du contre-la-montre inaugural derrière Ellen van Dijk et Anna van der Breggen. Sur la troisième étape, l'équipe contrôle la course. Lisa Brennauer s'impose dans le sprint massif. Elle finit troisième du classement général.
Lors des championnats nationaux, elle se classe deuxième du contre-la-montre derrière Trixi Worrack. Sur l'épreuve en ligne qui se conclut par un sprint massif, elle est également deuxième devancée par Lisa Klein. 
Au Tour de Thuringe, elle s'impose sur le prologue,. Lors de la troisième étape, Hayley Simmonds s'impose en solitaire et s'empare de la tête du classement général. Sur le contre-la-montre de Schmölln, Lisa Brennauer finit troisième à six secondes de la vainqueur Lauren Stephens. Elle reprend le maillot jaune et compte dix-huit secondes d'avance sur Ellen van Dijk,. Lisa Brennauer est sixième de la cinquième étape puis gère la dernière étape afin de s'imposer pour la première fois sur l'épreuve,. Sur la RideLondon-Classique, Hannah Barnes doit disputer le sprint massif. Toutefois, la préparation du sprint est confuse et l'équipe la perd. Lisa Brennauer se retrouve à devoir lancer le sprint de loin. Elle creuse immédiatement un trou qui l'isole avec Lotta Lepistö. Elle est néanmoins doublée dans les derniers mètres par la Finlandaise et l'Américaine Coryn Rivera, auteur d'une belle remontée.
Au Boels Ladies Tour, Lisa Brennauer est troisième du prologue, puis de nouveau troisième le lendemain dans le sprint massif,. Sur le contre-la-montre individuel, elle se classe cinquième devant Mieke Kröger. Lisa Brennauer est alors troisième du classement général à quarante secondes d'Annemiek van Vleuten. L'Allemande s'impose au sprint le lendemain et gagne ainsi des bonifications. Lors de difficile cinquième étape, elle ne peut suivre Anna van der Breggen et Annemiek van Vleuten. La première la dépasse ainsi au classement général. La dernière étape n'a pas de conséquence. Lisa Brennauer est quatrième de l'épreuve et vainqueur du classement par points.
Aux championnats du monde du contre-la-montre par équipes, elle fait partie de la formation qui finit quatrième. Sur le contre-la-montre individuel, elle est douzième.

### 2018

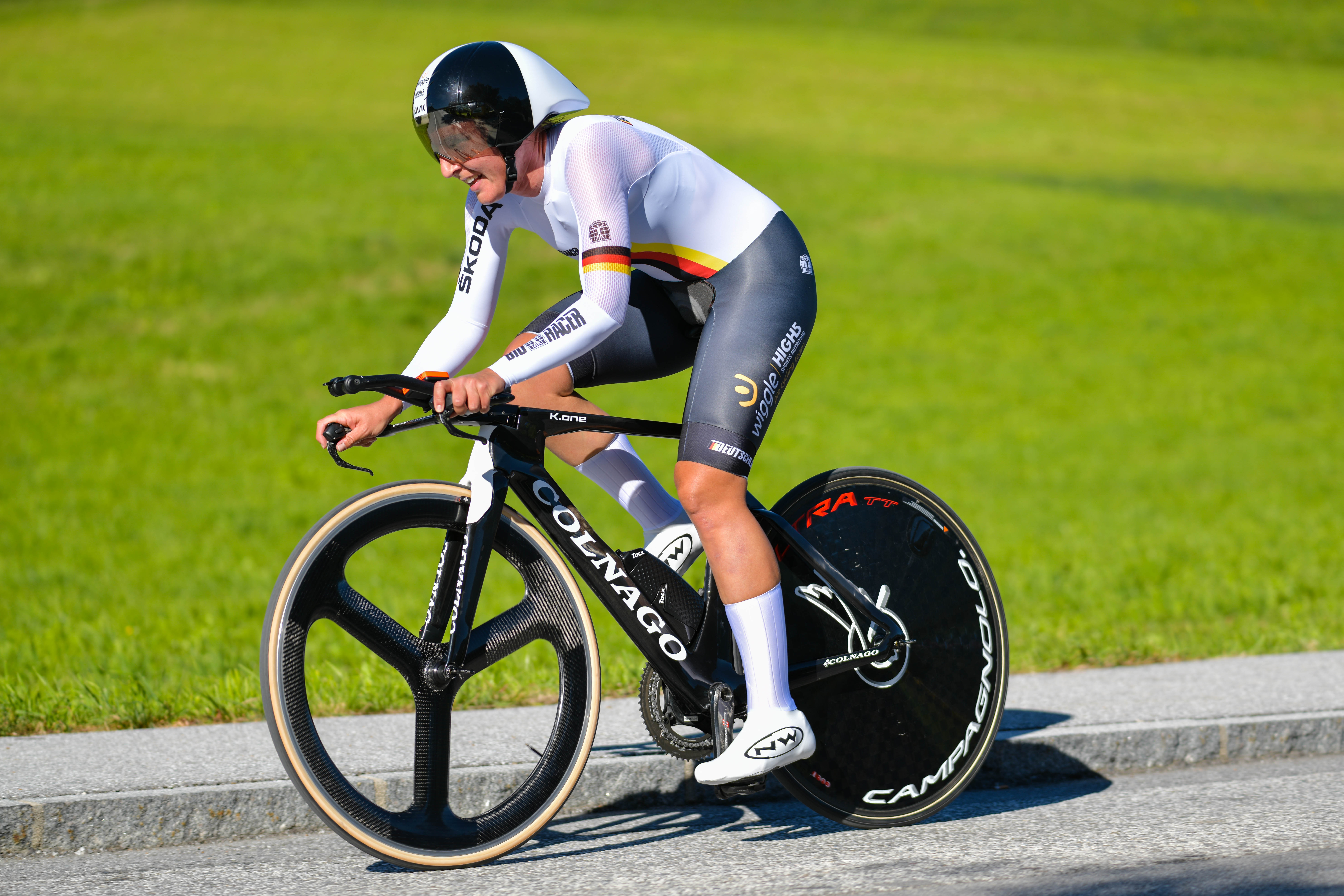
Aux championnats du monde de contre-la-montre

Au Tour des Flandres, Lisa Brennauer fait partie des meilleures dans le mur de Grammont. Elle est encore dans le groupe de tête au sommet du Kruisberg quand Anna van der Breggen produit son attaque. Elle prend finalement la huitième place,. À l'Healthy Ageing Tour, Lisa Brennauer est troisième du contre-la-montre individuel inaugural dix secondes derrière Anna van der Breggen.
Au Tour de Thuringe, les premières étapes se concluent au sprint. Lisa Brennauer est troisième des deux premières étapes puis deuxième de la troisième étape avant de remporter la quatrième. Le lendemain, sur l'étape autour de l'Hanka-Berg, Coryn Rivera, la maillot jaune, attaque dès les premiers kilomètres. La formation Wiggle High5 mène la poursuite et reprend l'Américaine au pied de la montée finale. Dans celle-ci, Lisa Brennauer hausse directement le ton mais est passée sur la fin par trois autres concurrentes. Elle s'empare toutefois du maillot jaune,. Elle chasse les bonifications le lendemain avant de finir troisième du jour,. Le contre-la-montre final est décisif, sept secondes seulement séparant l'Allemande d'Ellen van Dijk, elle aussi ancienne championne du monde de la discipline. Lisa Brennauer ne cède que deux secondes sur la Néerlandaise et conserve son maillot jaune.
En juin, elle redevient championne d'Allemagne du contre-la-montre. Aux championnats d'Europe sur piste, elle remporte le bronze en poursuite par équipes, puis la médaille d'or sur la poursuite individuelle, devant la locale et triple tenante du titre Katie Archibald. Le lendemain, elle décroche au sprint la médaille de bronze sur la course en ligne du championnats d'Europe sur route.

### 2019

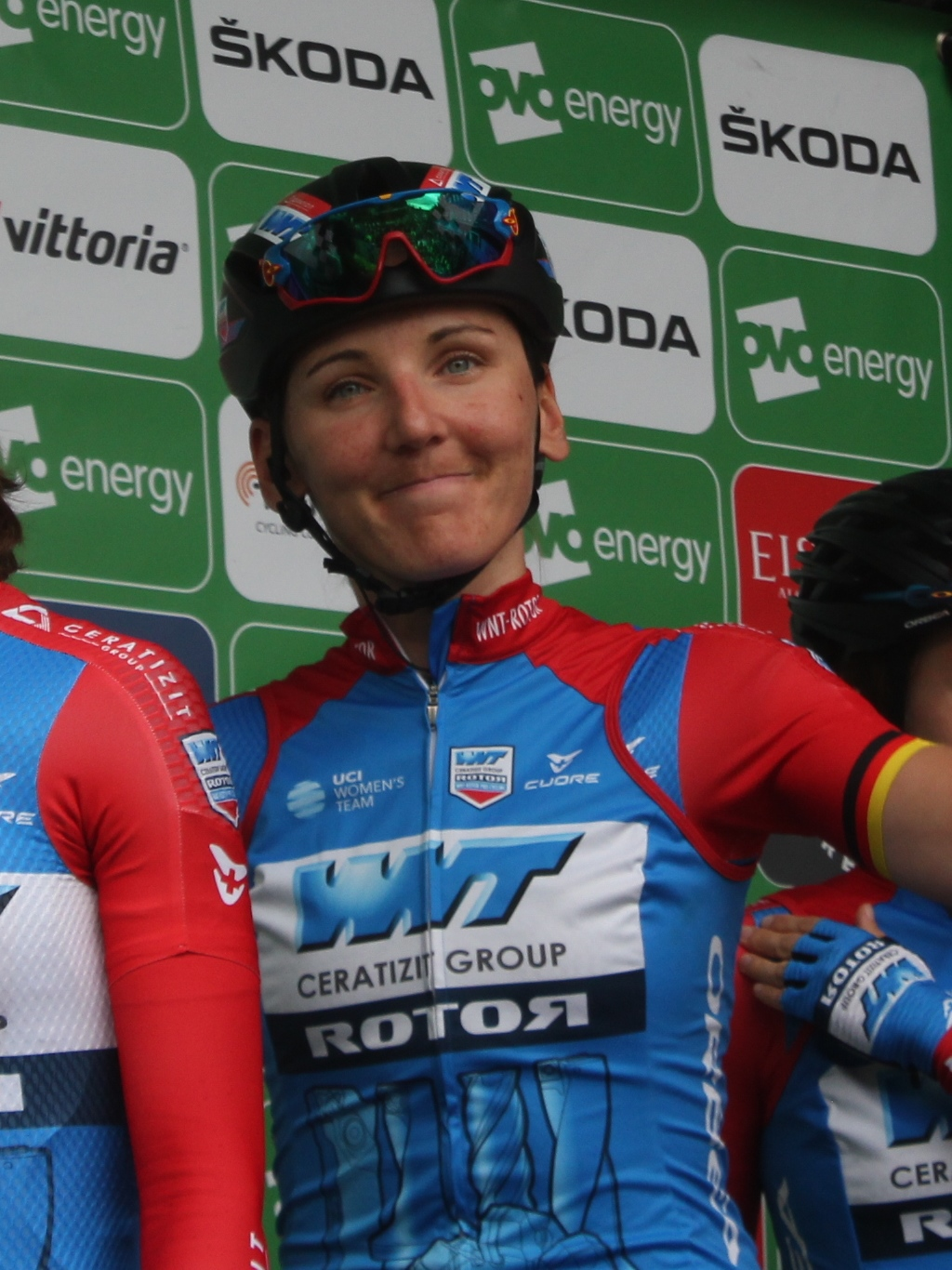
Au Women's Tour 2019

Aux mondiaux sur piste de début de saison, elle est médaillée d'argent de la poursuite à Pruszków, en Pologne. 
De retour sur route, lors de la quatrième étape de l'Healthy Ageing Tour, Anouska Koster attaque à une soixantaine de kilomètres de la ligne. À trente-cinq kilomètres du but, Brennauer sort et passe Anouska Koster puis l'attend. Au sprint, Lisa Brennauer devance Anouska Koster. Au Festival Elsy Jacobs, Lisa Brennauer est deuxième du prologue à six secondes de Demi Vollering,. Sur la deuxième et dernière étape, l'équipe WNT durcie l'étape. Elles sont une trentaine à se disputer la victoire au sprint. Lisa Brennauer s'impose et remporte ainsi le classement général. Au Tour de Thuringe, dans le contre-la-montre, Lisa Brennauer est deuxième vingt-et-une secondes derrière Ellen van Dijk. 
Aux championnats d'Allemagne, Lisa Brennauer est troisième du contre-la-montre. Sur route, elle s'impose au sprint. Aux championnats d'Europe de cyclisme sur route, Lisa Brennauer fait partie de l'équipe d'Allemagne qui obtient la médaille d'argent du relais mixte. Elle est ensuite huitième de la course en ligne.
À La Madrid Challenge by La Vuelta, Lisa Brennauer remporte l'étape contre-la-montre. Sur les sprints intermédiaires de la course en ligne, Kirsten Wild emmène Lisa Brennauer. Elle conserve donc son avance face à Lucinda Brand. Sur le sprint final, Kirsten Wild est huitième. Aux championnats du monde, Lisa Brennauer est dixième du contre-la-montre individuel. Fin octobre, elle obtient deux médailles d'argent en poursuite individuelle et par équipes aux championnats d'Europe sur piste.

### 2020

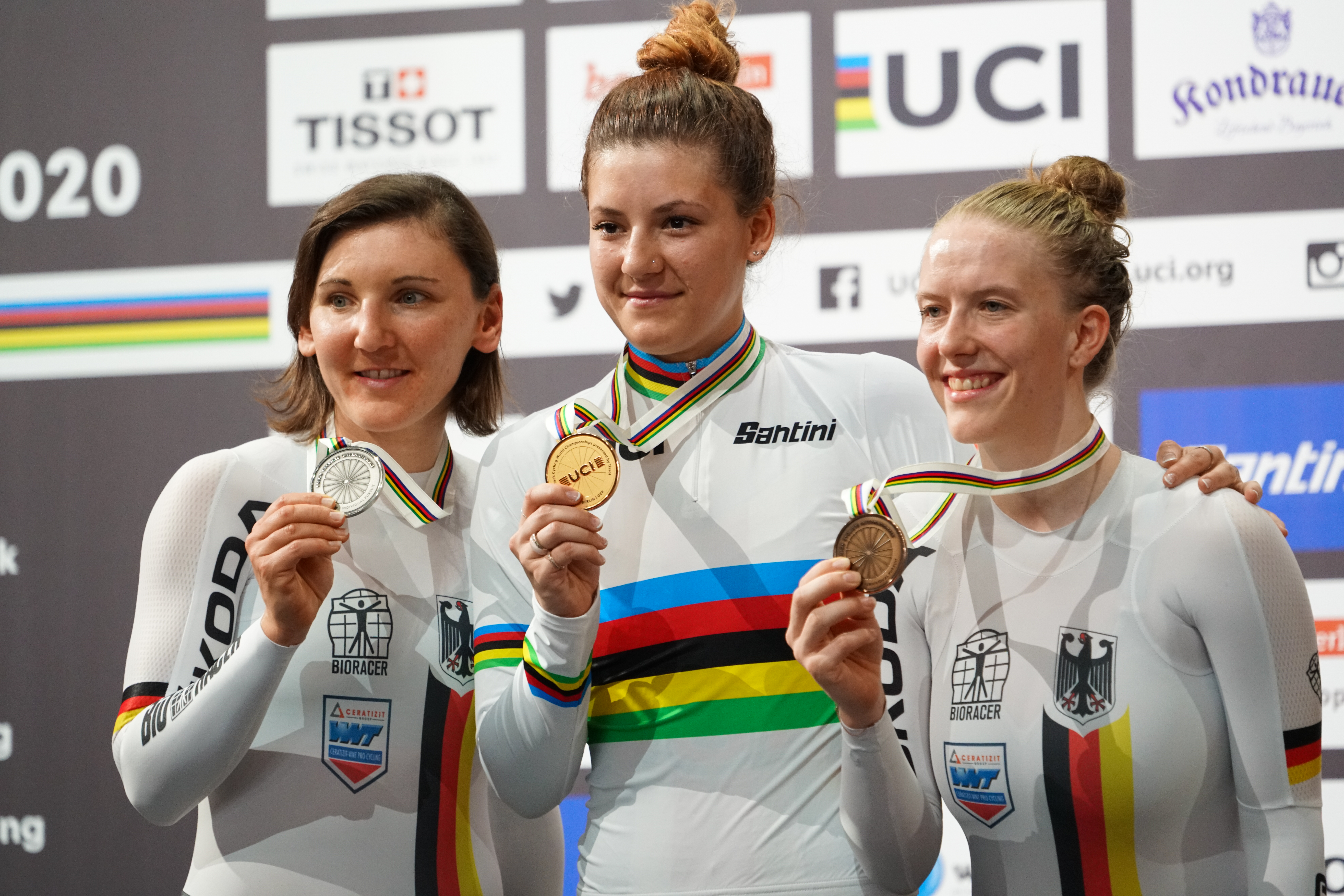
Podium du championnat du monde de poursuite individuelle

Fin février, elle se classe deuxième des championnats du monde de poursuite individuelle qui ont lieu à domicile, à Berlin, sept secondes derrière Chloe Dygert. Elle y est également médaillée de bronze de la poursuite par équipes.
Sur les Strade Bianche, elle fait partie du groupe de onze coureuses qui se forme peu avant le kilomètre cinquante et n'est plus rejoint. Elle est neuvième. Elle est quatrième du championnat d'Europe du contre-la-montre. Sur la course en ligne, elle gagne le sprint du peloton et prend donc la sixième place.
Fin août, elle s'impose comme l'année précédente au sprint sur les championnats d'Allemagne sur route, qui ont lieu au même endroit. Lors des championnats du monde du contre-la-montre, elle est quatrième à quarante-cinq seconde d'Anna van der Breggen. Elle est ensuite neuvième de la course en ligne.
Lors de Gand-Wevelgem, sur le mont Kemmel, Lisa Brennauer et Ellen van Dijk mènent. Un groupe de favorites se détache au sommet. La victoire se joue au sprint et Lisa Brennauer est troisième. Au Tour des Flandres, au sommet du Kruisberg, Chantal Blaak attaque. Elle est suivie par Elisa Longo Borghini, Lisa Brennauer et van der Breggen. Elles sont reprises. Dans le vieux Kwaremont, Van Vleuten et Lisa Brennauer mènent la montée. À son sommet, Chantal Blaak place une troisième offensive décisive. Lisa Brennauer est troisième du sprint des restes du peloton et donc quatrième de l'épreuve. Elle est ensuite deuxième du sprint, après le déclassement de Jolien D'Hoore, des Trois Jours de La Panne derrière Lorena Wiebes. À La Madrid Challenge by La Vuelta, elle est troisième du sprint de la première étape avant de remporter le contre-la-montre individuel. Sur la dernière étape, elle prend les bonifications pour s'imposer au classement général.

### 2021: championne olympique, triple championne du monde et double championne d'Europe
Sur les classiques, elle est troisième du sprint à Gand-Wevelgem. Au Tour des Flandres, Lisa Brennauer reste avec les meilleurs dans le vieux Quaremont.  Dans la Paterberg, Van Vleuten attaque et n'est plus reprise. Au sprint pour la deuxième place, Lisa Brennauer s'impose devant Grace Brown,. Aux championnats d'Allemagne, Lisa Brennauer remporte à la fois le titre en contre-la-montre et sur route.
En août, elle participe aux Jeux olympiques de Tokyo, où elle devient  championne olympique de poursuite par équipes avec Franziska Brauße, Lisa Klein et Mieke Kröger. Au cours de la compétition olympique, le quatuor allemand établit un nouveau record du monde trois fois de suite et réussit finalement à battre d'environ six secondes le record réalisé aux Jeux de 2016 par le quatuor britannique en réalisant 4 minutes et 4,249 secondes. Cela marque un sommet dans sa carrière. 
En septembre, Lisa Brenauer prend la médaille de bronze derrière Marlen Reusser et Ellen van Dijk aux championnats d'Europe sur contre-la-montre. Elle devient ensuite sur route championne du monde du contre-la-montre par équipes en relais mixte. Elle se classe quatrième de Paris-Roubaix. Dans la foulée, sur piste, elle est double championne d'Europe de la poursuite individuelle et par équipes et surtout double championne du monde dans les deux mêmes disciplines. En fin d'année, elle est élue cycliste allemande de l'année pour la deuxième fois après 2014.

### 2022: dernière saison
Après une année 2021 très remplie et réussie, elle prend une pause hivernale un peu plus longue et ne commence sa saison que le 27 mars avec Gand-Wevelgem. En avril, elle est absente des compétitions plusieurs semaines en raison du COVID,. En juin, elle renoue avec la compétition en devenant championne d'Allemagne de poursuite. Le 3 août 2022, elle annonce qu'elle mettra un terme à sa carrière de coureuse cycliste après la conclusion des championnats d'Europe, organisés à domicile à Munich. Lors des championnats d'Europe sur piste, elle remporte une médaille d'or en poursuite par équipes et une d'argent en poursuite individuelle, derrière sa compatriote Mieke Kröger.

## L'après carrière
En janvier 2023, elle rejoint le staff technique de la Fédération allemande. La même année, elle est nommée directrice sportive du Women's Cycling Grand Prix Stuttgart & Region, une nouvelle course sur route qui se déroule en juillet à Stuttgart.

## Palmarès sur piste

### Jeux olympiques
| Édition / Épreuve | Poursuite par équipes |
| Londres 2012      | 8e                    |
| Tokyo 2020        | Or                    |

### Championnats du monde
| Édition / Épreuve | Poursuite individuelle | Poursuite par équipes | Omnium |
| Copenhague 2010   |                        | 7e                    |        |
| Apeldoorn 2011    |                        | 7e                    | 14e    |
| Melbourne 2012    |                        | 8e                    | 11e    |
| Minsk 2013        | 6e                     | 6e                    | 7e     |
| Apeldoorn 2018    | 4e                     | 5e                    |        |
| Pruszków 2019     | Argent                 | 6e                    |        |
| Berlin 2020       | Argent                 | Bronze                |        |
| Roubaix 2021      | Or                     | Or                    |        |

### Championnats d'Europe
| Édition / Épreuve       | Poursuite individuelle | Poursuite par équipes | Omnium |
| Pruszków 2008 (espoirs) | 9e                     |                       |        |
| Minsk 2009 (espoirs)    | 6e                     | Bronze                |        |
| Pruszków 2010           |                        | Bronze                |        |
| Apeldoorn 2011          |                        | Argent                | 9e     |
| Berlin 2017             |                        | 8e                    |        |
| Glasgow 2018            | Or                     | Bronze                |        |
| Apeldoorn 2019          | Argent                 | Argent                |        |
| Granges 2021            | Or                     | Or                    |        |
| Munich 2022             | Argent                 | Or                    |        |

### Coupe du monde
- 2008-2009

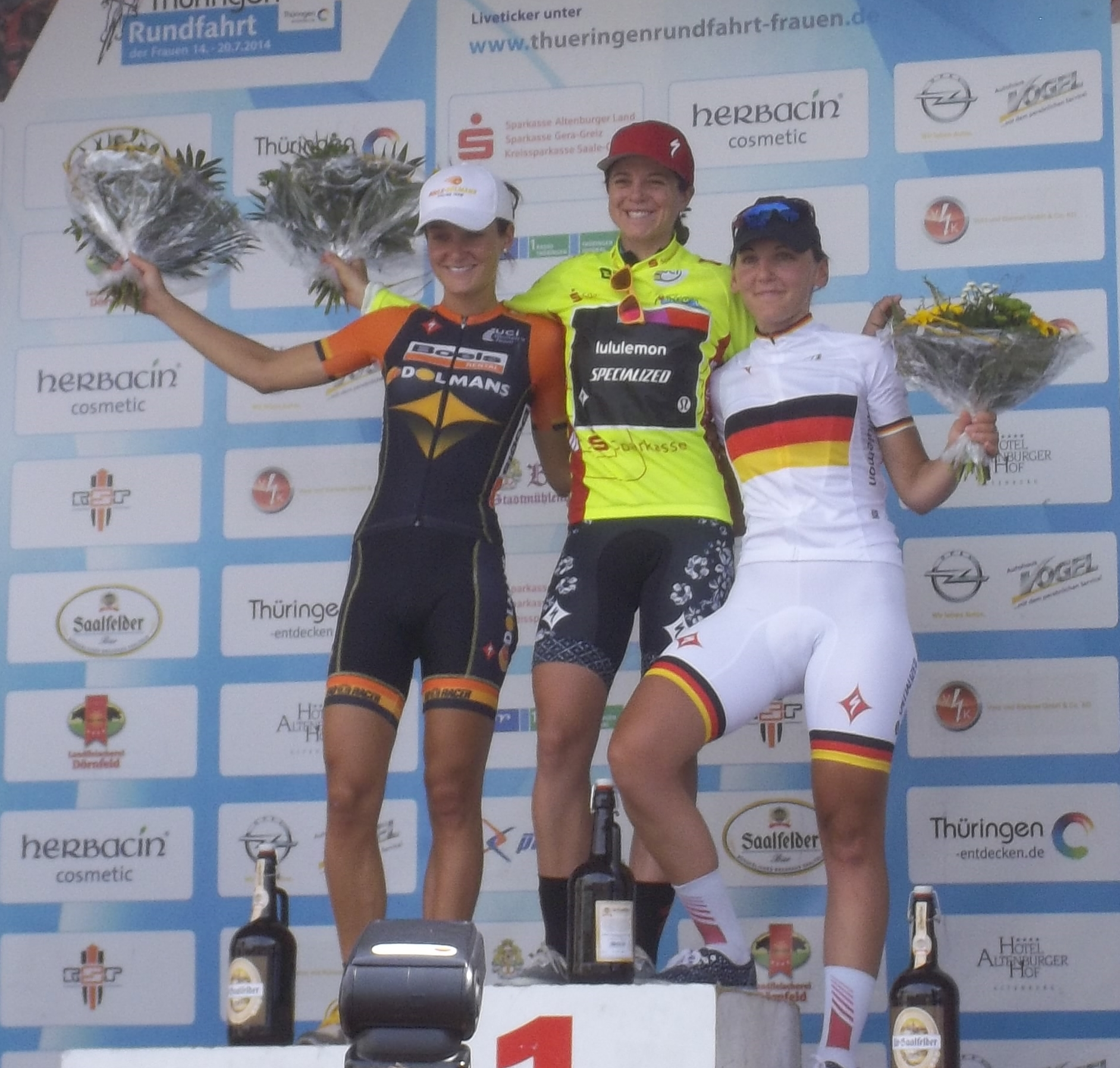
Podium final du Tour de Thuringe 2014.

  - 2e de la poursuite par équipes à Manchester
  - 3e de la poursuite par équipes à Copenhague
- 2009-2010
  - 2e de la poursuite par équipes à Manchester
- 2010-2011
  - 2e de la poursuite par équipes à Melbourne
- 2011-2012
  - 3e de la poursuite par équipes à Astana
- 2019-2020
  - 2e de la poursuite par équipes à Minsk
  - 2e de la poursuite par équipes à Glasgow

### Championnats nationaux
- Championne d'Allemagne de l'omnium en 2011
- Championne d'Allemagne de poursuite en 2013, 2018 et 2022
- Championne d'Allemagne de poursuite par équipes en 2022

## Palmarès sur route

### Palmarès par années
| - 2005 - Championne du monde du contre-la-montre juniors - 2006 - 8e du championnat du monde du contre-la-montre juniors - 2008 - Médaillée de bronze du championnat d'Europe espoirs - 9e du championnat d'Europe du contre-la-montre espoirs - 2009 - 3e étape de l'Albstadt-Frauen-Etappenrennen - 2e de l'Albstadt-Frauen-Etappenrennen - 2011 - 7e du contre-la-montre par équipes de l'Open de Suède Vårgårda - 2012 - 3e du Lotto-Decca Tour - 2013 - Championne du monde du contre-la-montre par équipes - Championne d'Allemagne du contre-la-montre - 5e étape du Tour du Languedoc-Roussillon (contre-la-montre) - Contre-la-montre par équipes de l'Open de Suède Vårgårda - 1re étape du Lotto Belisol Belgium Tour (contre-la-montre par équipes) - 2e étape du Boels Ladies Tour (contre-la-montre par équipes) - 2e du Lotto Belisol Belgium Tour - 3e du Tour de Thuringe - 2014 - Championne du monde du contre-la-montre - Championne du monde du contre-la-montre par équipes - Championne d'Allemagne sur route - Championne d'Allemagne du contre-la-montre - 3e étape secteur b de l'Energiewacht Tour (contre-la-montre par équipes) - Tour d'Overijssel - Auensteiner-Radsporttage : - Classement général - 1re (contre-la-montre) et 2e étapes - Prologue et 3e étape du Tour de Thuringe (contre-la-montre) - Contre-la-montre par équipes de l'Open de Suède Vårgårda - Médaillée d'argent de la course en ligne aux championnats du monde - 2e étape du Boels Ladies Tour - 2e du Boels Ladies Tour - 3e du Tour de Thuringe - 5e du Tour de Bochum - 6e de la course en ligne de l'Open de Suède Vårgårda - 2015 - Championne du monde du contre-la-montre par équipes - Energiewacht Tour : - Classement général - 2e étape secteur a (contre-la-montre par équipes) - 3e étape de Gracia Orlova (contre-la-montre) - The Women's Tour : - Classement général - 4e étape - 1re et 3e étapes secteur b (contre-la-montre) du Tour de Thuringe - Holland Ladies Tour : - Classement général - 4e (contre-la-montre) et 5e étapes - 2e du championnat d'Allemagne du contre-la-montre - 2e du Contre-la-montre par équipes de l'Open de Suède Vårgårda - Médaillée de bronze au championnat du monde du contre-la-montre - 3e du championnat d'Allemagne sur route - 3e du Diamond Tour - 3e de la course en ligne de l'Open de Suède Vårgårda - 2016 - Circuit de Borsele (contre-la-montre) - 5e étape du Boels Ladies Tour - Médaillée d'argent au championnat du monde du contre-la-montre par équipes - 2e du championnat d'Allemagne sur route - 2e de Gand-Wevelgem - 2e des Auensteiner-Radsporttage - 3e du championnat d'Allemagne du contre-la-montre - 3e de l'Energiewacht Tour - 6e du championnat du monde du contre-la-montre | - 2017 - 3e étape de l'Healthy Ageing Tour - Tour de Thuringe : - Classement général - Prologue - 4e étape du Boels Ladies Tour - 2e du championnat d'Allemagne sur route - 2e du championnat d'Allemagne du contre-la-montre - 3e d'À travers les Flandres - 3e de l'Healthy Ageing Tour - 3e de la RideLondon-Classique - 3e du contre-la-montre par équipes de l'Open de Suède Vårgårda - 4e du Boels Ladies Tour - 5e de Gand-Wevelgem - 2018 - Championne d'Allemagne du contre-la-montre - Tour de Thuringe : - Classement général - 4e étape - Médaillée de bronze du championnat d'Europe sur route - 5e des Trois Jours de la Panne - 5e du contre-la-montre par équipes de l'Open de Suède Vårgårda - 7e de La Madrid Challenge by La Vuelta - 8e du Tour des Flandres - 2019 - Championne d'Allemagne sur route - 4eb étape de l'Healthy Ageing Tour - Festival Elsy Jacobs : - Classement général - 2e étape - La Madrid Challenge by La Vuelta : - Classement général - 1re étape (contre-la-montre) - Médaillée d'argent du championnat du monde du contre-la-montre par équipes en relais mixte - Médaillée d'argent du championnat d'Europe du contre-la-montre relais - 3e du championnat d'Allemagne du contre-la-montre - 7e du championnat d'Europe sur route - 8e du Tour des Flandres - 8e du Boels Ladies Tour - 9e du championnat du monde sur route - 10e du championnat du monde du contre-la-montre - 2020 - Championne d'Europe du relais mixte contre-la-montre - Championne d'Allemagne sur route - La Madrid Challenge by La Vuelta : - Classement général - 2e étape - 2e des Trois Jours de La Panne - 3e de Gand-Wevelgem - 4e du championnat du monde du contre-la-montre - 4e du championnat d'Europe du contre-la-montre - 4e du Tour des Flandres - 6e du championnat d'Europe sur route - 9e du championnat du monde sur route - 2021 - Championne d'Allemagne du contre-la-montre - Championne du monde du contre-la-montre par équipes en relais mixte - 2e du Healthy Ageing Tour - 2e du Tour des Flandres - Médaillée de bronze du championnat d'Europe du contre-la-montre - 3e de Gand-Wevelgem - 4e de Paris-Roubaix - 5e du championnat du monde du contre-la-montre - 6e de la course en ligne des Jeux olympiques - 6e du contre la montre des Jeux olympiques - 9e du championnat du monde sur route - 2022 - Championne d'Allemagne du contre-la-montre - 4e du championnat d'Europe sur route |

### Résultats sur les grands tours

#### Tour d'Italie
3 participations
- 2012 : 59e
- 2020 : 45e
- 2021 : 19e

#### Tour de France
1 participation :
- 2022 : 58e

### Classements mondiaux
| Année                                 | 2007 | 2008 | 2009 | 2010 | 2011 | 2012 | 2013 | 2014 | 2015 | 2016 | 2017 | 2018 | 2019 | 2020 | 2021 | 2022 |
| ------------------------------------- | ---- | ---- | ---- | ---- | ---- | ---- | ---- | ---- | ---- | ---- | ---- | ---- | ---- | ---- | ---- | ---- |
| Classement UCI                        | 356e | 156e | 76e  | 137e | 166e | 139e | 21e  | 5e   | 7e   | 18e  | 16e  | 26e  | 15e  | 4e   | 10e  | 146e |
| UCI World Tour                        |      |      |      |      |      |      |      |      |      | 25e  | 17e  | 29e  | 22e  | 3e   | 14e  | 197e |
|                                       |      |      |      |      |      |      |      |      |      |      |      |      |      |      |      |      |
| Légende : nc = non classéSource : UCI |      |      |      |      |      |      |      |      |      |      |      |      |      |      |      |      |

## Distinctions
- Cycliste allemande de l'année : 2014 et 2021
- UEC Hall of Fame[105]